# Blasbach
Blasbach ist der kleinste Stadtteil der Kreisstadt Wetzlar des mittelhessischen Lahn-Dill-Kreis.

## Geographie
Blasbach liegt im Norden der Stadt und hat etwa 950 Einwohner. Der Ortsname leitet sich vom gleichnamigen Gewässer ab, das in die Dill mündet.

## Geschichte

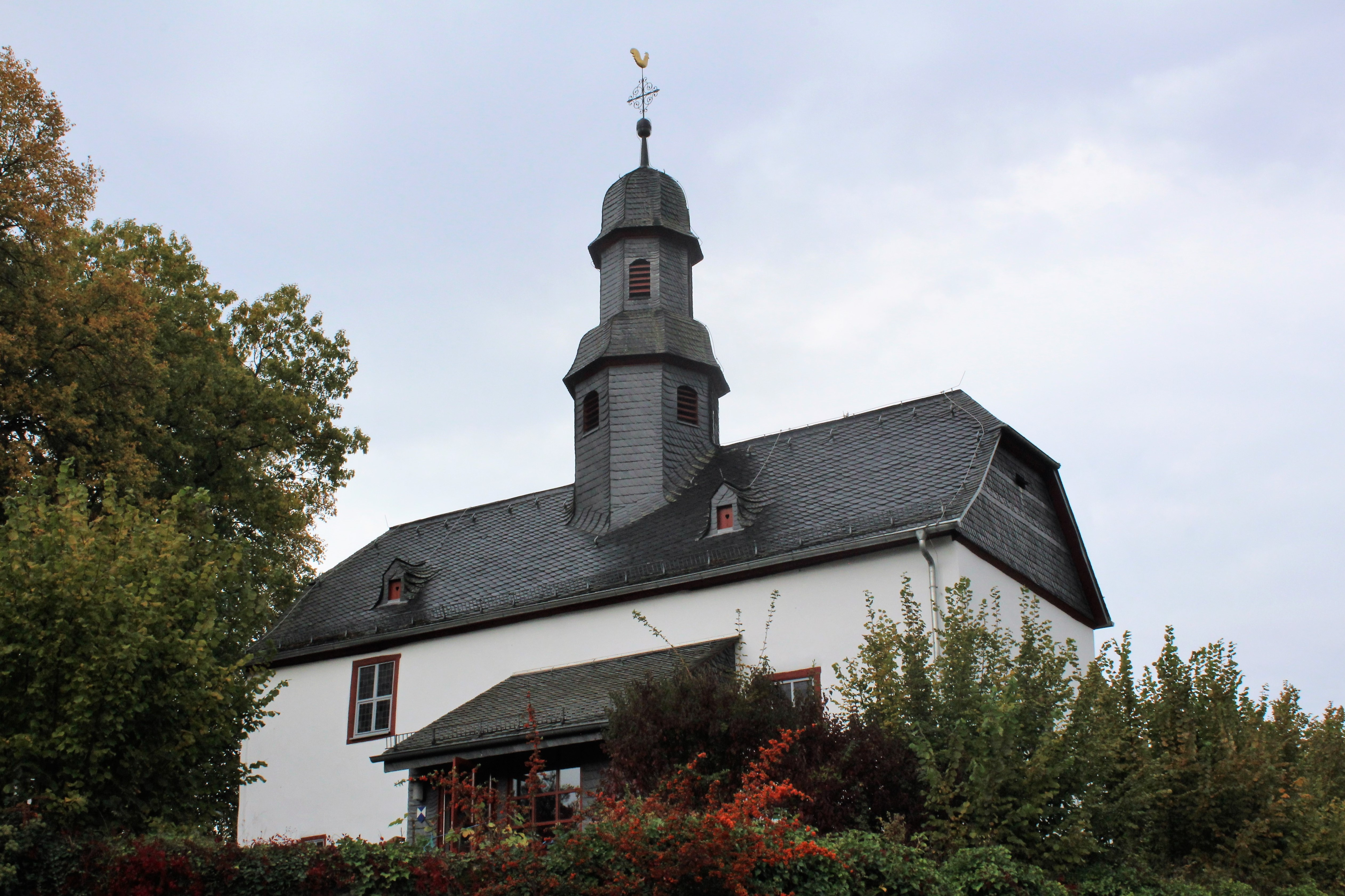
Kirche in Blasbach

### Historische Namensformen
In erhaltenen Urkunden wurde Blasbach unter den folgenden Ortsnamen erwähnt (in Klammern das Jahr der Erwähnung):
- Blasbach, in villa (787?) [2. Hälfte XII Jh., Codex Laureshamensis III, Nr. 3087 = 3721 d]
- Blasbach, in (787?) [2. Hälfte XII Jh., Codex Laureshamensis III, Nr. 3087 = 3721 d]
- Blasbahc, de (1150) [Fälschung Wyss, Urkundenbuch der Deutschordens-Ballei 3, Nr. 1336, S. 312]

### Ortsgeschichte
Die älteste bekannte Erwähnung erfolgte im Lorscher Codex: Wahrscheinlich 787 schenkt ein Eberhard oder Ebur in Blasbach die Kirche mit einem Mansus, eine Hube, vier Hörige sowie einen weiteren Mansus dem Kloster Lorsch.
1150 schenken Adalbert und seine Söhne Friedrich und Konrad genannte Leibeigene aus Blasbach an das Kloster Schiffenberg.
1246 tritt ein Siegfried von Blasbach als Zeuge in einer Urkunde des Klosters Schiffenberg auf.
Im Zuge des solmsischen Teilungsvertrages des Jahres 1432 kommt Blasbach an Graf Johann von Solms.
Bis ins 19. Jahrhundert war der Abbau und die Verhüttung von Eisenerz ein wichtiger Wirtschaftszweig im Ort.
Bis heute ist Blasbach ein vorwiegend ländlich geprägter Stadtteil geblieben.
Hessische Gebietsreform (1970–1977)
Im Zuge der Gebietsreform in Hessen wurde Blasbach zum 31. Dezember 1971 auf freiwilliger Basis zum Ortsteil der Gemeinde Hermannstein. Zum 1. Januar 1977 entstand aus den beiden Städten Gießen und Wetzlar und 21 Umlandgemeinden, darunter Hermannstein, die Stadt Lahn. Bei deren Auflösung am 31. Juli 1979 wurden Hermannstein und Blasbach Stadtteile von Wetzlar. Für die beiden Stadtteile wurde je ein Ortsbezirk mit Ortsbeirat und Ortsvorsteher nach Maßgabe der §§ 81 und 82 HGO und des Kommunalwahlgesetzes in der jeweils gültigen Fassung gebildet.

### Verwaltungsgeschichte im Überblick
Die folgende Liste zeigt die Staaten und Verwaltungseinheiten, denen Blasbach angehört(e):
- vor 1351: Heiliges Römisches Reich, Haus Solms (Gemeinsamer Besitz der Linien Solms-Braunfels, Solms-Burgsolms und Solms-Königsberg)
- ab 1351: Heiliges Römisches Reich, Grafschaften Solms-Braunfels, Solms-Burgsolms und Landgrafschaft Hessen
- ab 1415: Heiliges Römisches Reich, Grafschaft Solms-Braunfels und Landgrafschaft Hessen, Gemeinschaftliches Amt Hohensolms und Königsberg
- ab 1432: Heiliges Römisches Reich, Grafschaft Solms-Lich in verschiedenen Teilungskonstellationen und Landgrafschaft Hessen, Gemeinschaftliches Amt Hohensolms und Königsberg
- 1567–1604: Heiliges Römisches Reich, Grafschaft Solms-Lich in verschiedenen Teilungskonstellationen und Landgrafschaft Hessen-Marburg, Gemeinschaftliches Amt Hohensolms und Königsberg[10]
- 1604–1648: hessischer Anteil strittig zwischen Landgrafschaft Hessen-Darmstadt und Landgrafschaft Hessen-Kassel (Hessenkrieg)
- ab 1614: Heiliges Römisches Reich, Landgrafschaft Hessen(-Darmstadt) (4/8), Grafschaften Solms-Hohensolms (3/8) und Solms-Lich (1/8), Gemeinschaftsamt Hohensolms und Königsberg
- ab 1629: Heiliges Römisches Reich, Grafschaft Solms-Hohensolms (3/4) und Grafschaft Solms-Lich (1/4), Amt Hohensolms[11]
- ab 1718: Heiliges Römisches Reich,  Grafschaft Solms-Hohensolms-Lich, Amt Hohensolms
- ab 1792: Heiliges Römisches Reich, Fürstentum Solms-Hohensolms-Lich, Amt Hohensolms
- ab 1806: Herzogtum Nassau,[Anm. 2] Amt Hohensolms
- ab 1816: Königreich Preußen,[Anm. 3] Provinz Großherzogtum Niederrhein, Regierungsbezirk Koblenz, Kreis Braunfels, Amtsbürgermeisterei Hohensolms
- ab 1822: Königreich Preußen, Rheinprovinz, Regierungsbezirk Koblenz, Kreis Wetzlar, Amtsbürgermeisterei Hohensolms
- ab 1866: Norddeutscher Bund,[Anm. 4] Königreich Preußen, Rheinprovinz, Regierungsbezirk Koblenz, Kreis Wetzlar,  Amtsbürgermeisterei Hohensolms
- ab 1871: Deutsches Reich, Königreich Preußen, Rheinprovinz, Regierungsbezirk Koblenz, Kreis Wetzlar, Amtsbürgermeisterei Hohensolms
- ab 1918: Deutsches Reich(Weimarer Republik), Freistaat Preußen, Rheinprovinz, Regierungsbezirk Koblenz, Kreis Wetzlar, Amtsbürgermeisterei Hohensolms
- ab 1932: Deutsches Reich, Freistaat Preußen, Provinz Hessen-Nassau, Regierungsbezirk Wiesbaden, Kreis Wetzlar
- ab 1944: Deutsches Reich, Freistaat Preußen, Provinz Nassau, Kreis Wetzlar
- ab 1945: Amerikanische Besatzungszone,[Anm. 5] Groß-Hessen, Regierungsbezirk Wiesbaden, Kreis Wetzlar
- ab 1949: Bundesrepublik Deutschland, Land Hessen, Regierungsbezirk Wiesbaden, Kreis Wetzlar
- ab 1968: Bundesrepublik Deutschland, Land Hessen, Regierungsbezirk Darmstadt, Kreis Wetzlar
- ab 1972: Bundesrepublik Deutschland, Land Hessen, Regierungsbezirk Darmstadt, Kreis Wetzlar, Gemeinde Hermannstein[Anm. 6]
- ab 1977: Bundesrepublik Deutschland, Land Hessen, Regierungsbezirk Darmstadt, Stadt Lahn[Anm. 7]
- ab 1979: Bundesrepublik Deutschland, Land Hessen, Regierungsbezirk Darmstadt, Lahn-Dill-Kreis, Stadt Wetzlar[Anm. 8]
- ab 1981: Bundesrepublik Deutschland, Land Hessen, Regierungsbezirk Gießen, Lahn-Dill-Kreis, Stadt Wetzlar

## Bevölkerung

### Einwohnerstruktur 2011
Nach den Erhebungen des Zensus 2011 lebten am Stichtag dem 9. Mai 2011 in Blasbach 960 Einwohner. Darunter waren 36 (3,7 %) Ausländer. Nach dem Lebensalter waren 156 Einwohner unter 18 Jahren, 393 zwischen 18 und 49, 204 zwischen 50 und 64 und 207 Einwohner waren älter. Die Einwohner lebten in 405 Haushalten. Davon waren 108 Singlehaushalte, 126 Paare ohne Kinder und 129 Paare mit Kindern, sowie 36 Alleinerziehende und 3 Wohngemeinschaften. In 90 Haushalten lebten ausschließlich Senioren und in 258 Haushaltungen lebten keine Senioren.

### Einwohnerentwicklung
| Blasbach: Einwohnerzahlen von 1834 bis 2020 | Blasbach: Einwohnerzahlen von 1834 bis 2020 | Blasbach: Einwohnerzahlen von 1834 bis 2020 | Blasbach: Einwohnerzahlen von 1834 bis 2020 | Blasbach: Einwohnerzahlen von 1834 bis 2020 |
| --- | ------------------------------------------- | ------------------------------------------- | ------------------------------------------- | ------------------------------------------- |
| Jahr |                                             |                                             |                                             | Einwohner                                   |
| 1834 | 1834                                        |                                             | 334                                         | 334                                         |
| 1840 | 1840                                        |                                             | 360                                         | 360                                         |
| 1846 | 1846                                        |                                             | 379                                         | 379                                         |
| 1852 | 1852                                        |                                             | 392                                         | 392                                         |
| 1858 | 1858                                        |                                             | 381                                         | 381                                         |
| 1864 | 1864                                        |                                             | 377                                         | 377                                         |
| 1871 | 1871                                        |                                             | 391                                         | 391                                         |
| 1875 | 1875                                        |                                             | 350                                         | 350                                         |
| 1885 | 1885                                        |                                             | 394                                         | 394                                         |
| 1895 | 1895                                        |                                             | 408                                         | 408                                         |
| 1905 | 1905                                        |                                             | 497                                         | 497                                         |
| 1910 | 1910                                        |                                             | 523                                         | 523                                         |
| 1925 | 1925                                        |                                             | 526                                         | 526                                         |
| 1939 | 1939                                        |                                             | 564                                         | 564                                         |
| 1946 | 1946                                        |                                             | 782                                         | 782                                         |
| 1950 | 1950                                        |                                             | 746                                         | 746                                         |
| 1956 | 1956                                        |                                             | 702                                         | 702                                         |
| 1961 | 1961                                        |                                             | 720                                         | 720                                         |
| 1967 | 1967                                        |                                             | 783                                         | 783                                         |
| 1970 | 1970                                        |                                             | 827                                         | 827                                         |
| 1990 | 1990                                        |                                             | 992                                         | 992                                         |
| 1998 | 1998                                        |                                             | 1.088                                       | 1.088                                       |
| 2005 | 2005                                        |                                             | 1.056                                       | 1.056                                       |
| 2009 | 2009                                        |                                             | 989                                         | 989                                         |
| 2011 | 2011                                        |                                             | 960                                         | 960                                         |
| 2015 | 2015                                        |                                             | 946                                         | 946                                         |
| 2020 | 2020                                        |                                             | 975                                         | 975                                         |
| Datenquelle: Historisches Gemeindeverzeichnis für Hessen: Die Bevölkerung der Gemeinden 1834 bis 1967. Wiesbaden: Hessisches Statistisches Landesamt, 1968. Weitere Quellen: ; nach 1977: Einwohnerzahlen Stadt Wetzlar; Zensus 2011 |                                             |                                             |                                             |                                             |

### Historische Religionszugehörigkeit
Quelle: Historisches Ortslexikon
| • 1834: | 331 evangelische Einwohner, 3 Katholiken                                                                       |
| • 1961: | 651 evangelische (=90,42 %) und 63 katholische (=8,75 %) Einwohner                                             |
| • 2017: | 547 evangelische (= 56,6 %), 122 katholische (= 12,6 %), 297 konfessionslose und sonstige (= 30,7 %) Einwohner |

### Staatsangehörigkeit
Quelle: Stadt Wetzlar
| • 2005: | 947 Deutsche, 39 Nichtdeutsche (4,0 %) davon 23 Frauen und 16 Männer |
| • 2012: | 929 Deutsche, 36 Nichtdeutsche (3,7 %) davon 18 Frauen und 18 Männer |
| • 2015: | 892 Deutsche, 54 Nichtdeutsche (5,7 %) davon 25 Frauen und 29 Männer |
| • 2017: | 900 Deutsche, 66 Nichtdeutsche (6,7 %) davon 23 Frauen und 16 Männer |

## Politik

### Ortsbeirat
Bei den Kommunalwahlen in Hessen 2021 gab es für den Ortsbeirat Blasbach die folgenden Ergebnisse. Zum Vergleich die Wahlergebnisse der vorhergehenden Wahlperioden.
| Parteien und Wählergemeinschaften | Parteien und Wählergemeinschaften           | % 2021 | Sitze 2021 | % 2016 | Sitze 2016 | % 2011 | Sitze 2011 | % 2006 | Sitze 2006 |
| --------------------------------- | ------------------------------------------- | ------ | ---------- | ------ | ---------- | ------ | ---------- | ------ | ---------- |
| FW                                | Freie Wähler                                | 95,0   | 7          | 75,4   | 5          | 27,4   | 0          | 36,4   | 2          |
| CDU                               | Christlich Demokratische Union Deutschlands | 5,0    | 0          | -      | 0          | 29,1   | 2          | 25,9   | 2          |
| FDP                               | Freie Demokratische Partei                  | -      | 0          | 24,6   | 2          | -      | 0          | -      | 0          |
| SPD                               | Sozialdemokratische Partei Deutschlands     | -      | 0          | -      | 0          | 43,5   | 3          | 37,7   | 3          |
| Gesamt                            | Gesamt                                      | 100,0  | 7          | 100,0  | 7          | 100,0  | 7          | 100,0  | 7          |
| Wahlbeteiligung in %              | Wahlbeteiligung in %                        | 56,0   | 56,0       | 47,1   | 47,1       | 53,0   | 53,0       |        |            |

### Ortsvorsteher
Ortsvorsteher ist Philipp Schmidt. Sein Stellvertreter ist Nils Ströhmann.

## Kultur und Sehenswürdigkeiten
- Der Kriminalromanautor Wolfgang Borchers lässt seinen ersten Roman in Blasbach spielen (Wolfgang Borchers: Mord in Blasbach. Kriminalhauptkommissar Leo Trinkaus’ erster Fall. 2. Auflage 2003).

Bauwerke
- Liste der Kulturdenkmäler in Blasbach

## Wirtschaft und Infrastruktur
Blasbach wird durch die Buslinie 415 im 30-, 60- bzw. 120-Minuten-Takt angefahren und hat einen Anschluss an die A 480 und die A 45 über das Wetzlarer Kreuz. Wenn man den Ort in Richtung Norden verlässt, gelangt man nach Hohenahr.
Der Ort verfügt über eine evangelische Kirche. An Bildungseinrichtungen ist ein Kindergarten vorhanden; die nächstgelegene Schule ist die Grundschule Hermannstein. Außerdem verfügt Blasbach über eine Freiwillige Feuerwehr und mit der Heimatstube Blasbach über ein eigenes Heimatmuseum sowie diverse Vereine.
Südlich des Ortes, nahe dem Wetzlarer Kreuz, befindet sich eine Teststrecke für die Lkw-Maut in Deutschland. Die als Teststrecke genutzte mehrspurige Straße war eigentlich die Weiterführung der Autobahn 480 in Richtung Gießen.

## Persönlichkeiten
- Fabian Hambüchen (* 1987), deutscher Kunstturner und Olympiasieger, aufgewachsen in Blasbach
- Wilhelm Molly (1838–1919), Geheimer Sanitätsrat und Förderer der Esperantosprache